# El Pocito, Quintana Roo
El Pocito är en ort i Mexiko.   Den ligger i kommunen Lázaro Cárdenas och delstaten Quintana Roo, i den östra delen av landet, 1 200 km öster om huvudstaden Mexico City. El Pocito ligger 18 meter över havet och antalet invånare är 159.
Terrängen runt El Pocito är mycket platt. Runt El Pocito är det mycket glesbefolkat, med 4 invånare per kvadratkilometer. Närmaste större samhälle är El Tintal, 1,7 km öster om El Pocito. I omgivningarna runt El Pocito växer i huvudsak städsegrön lövskog.